# The mother's booth
the mother's booth（マザーズブース / 日本語表記は“ザ”がつかない。英語表記は全て小文字表記が正しい）は、日本のロックバンド。略称は“マザブ”。2018年9月19日、XME・JUNGLE☆LIFEレーベルよりメジャーデビュー。

## 略歴
2012年、1stシングル「Losing means」を全国リリースするが完売。リードトラック「Losing means」が亀田誠治の公式HP「亀の恩返し」内で紹介される。
2013年、アジア発の新しいアーティストを発掘するオーディション番組「ASIA VERSUS(フジテレビ系)」にてインディーズアーティストの日本代表枠に選出。また、音楽雑誌Playerの楽曲コンテスト 「MOVE ON」にて「Headspace」が月間チャンピオンに選ばれる。
2015年9月16日、2ndシングル「不完全カルテ」全国リリース。
2016年8月26日、1stミニアルバム『DEPLUME』をリリース。 1年以上にわたる主催企画ツアーを全国で40公演開催。2017年9月28日にシングル「Seize the day」を配信リリース。
2018年9月19日にXME・JUNGLE☆LIFEレーベルよりメジャーデビューアルバム『Nikolaschka』リリース。収録曲より「ベイビーな彼にニコラシカ」「UNDER CONTROL」のMVがYouTubeにて先行公開された。FM NACK5「Hit Hit Hit!」2018年９月度のNo.1ソングとして「ベイビーな彼にニコラシカ」が10月度パワープレイになる。
2019年２月19日、Nikolaschkaツアーファイナルワンマンを渋谷TSUTAYA O-nestにて開催。
2019年6月14日、オフィシャルTwitterにて解散発表。同年6月30日を持って公式サイトが閉鎖となった。

## 現メンバー
香織（ボーカル、ギター）
愛器はフェンダー・ジャガー。
悠介（ベース）
愛器はフリーダムカスタムギターリサーチのデュレイク、G&L ASATベースなど。
もってぃ（ドラム、コーラス）
愛器ドラムセットはネオングリーンのノーブルアンドクーリー。

## ディスコグラフィー

### 不完全カルテ（2015年09月16日）
1.不完全カルテ 2.サマーエスケープ 3.halfway　4.レッドスパイダーリリー

### DEPLUME（2016年10月26日）
1.headspace 2.DEPLUME 3.小さな世界 4.スペキュレイティヴ・フィクション 5.Losing means 6.軽薄な私

### Nikolaschka（2018 年9月19日）
1. UNDER CONTROL　2. ベイビーな彼にニコラシカ  3. Seize the day　4. すべて　5. Community　6. カリギュラ・エフェクト  7. 人間球体論　8. kiss of life